# Perrierina substriata
Perrierina substriata är en musselart som beskrevs av Powell 1935. Perrierina substriata ingår i släktet Perrierina och familjen Cyamiidae. Inga underarter finns listade i Catalogue of Life.